# Aspleniaceae
A família Aspleniaceae é conhecida como família das avencas e faz parte da ordem Polypodiales ou, como alguns autores denominam, da ordem Aspleniales.

## Diversidade Taxonômica
A família consiste em um gênero, Asplenium Linn. com aproximadamente 700 espécies descritas que abrigam regiões tropicais e subtropicais, sendo 77 dessas espécies viventes no Brasil e Hymenasplenium Hayata. com cerca de 40 espécies e 4 delas residentes do Brasil. O porte destas plantas podem variar de pequeno a médio, predominantemente epilíticas ou terrestres, mas muitas também podem ser epifíticas.

## Morfologia
Essa família apresenta caule curto ou longo, podendo ser ereto ou rastejante, com folhas agrupadas ou remotas dependendo da espécie. A lâmina pode variar entre simples ou lobada, sendo frequentemente pinada e com pecíolos não articulados.
Possuem escamas clatradas e soros alongados com indúsio, sendo essas características chaves para o reconhecimento da família.

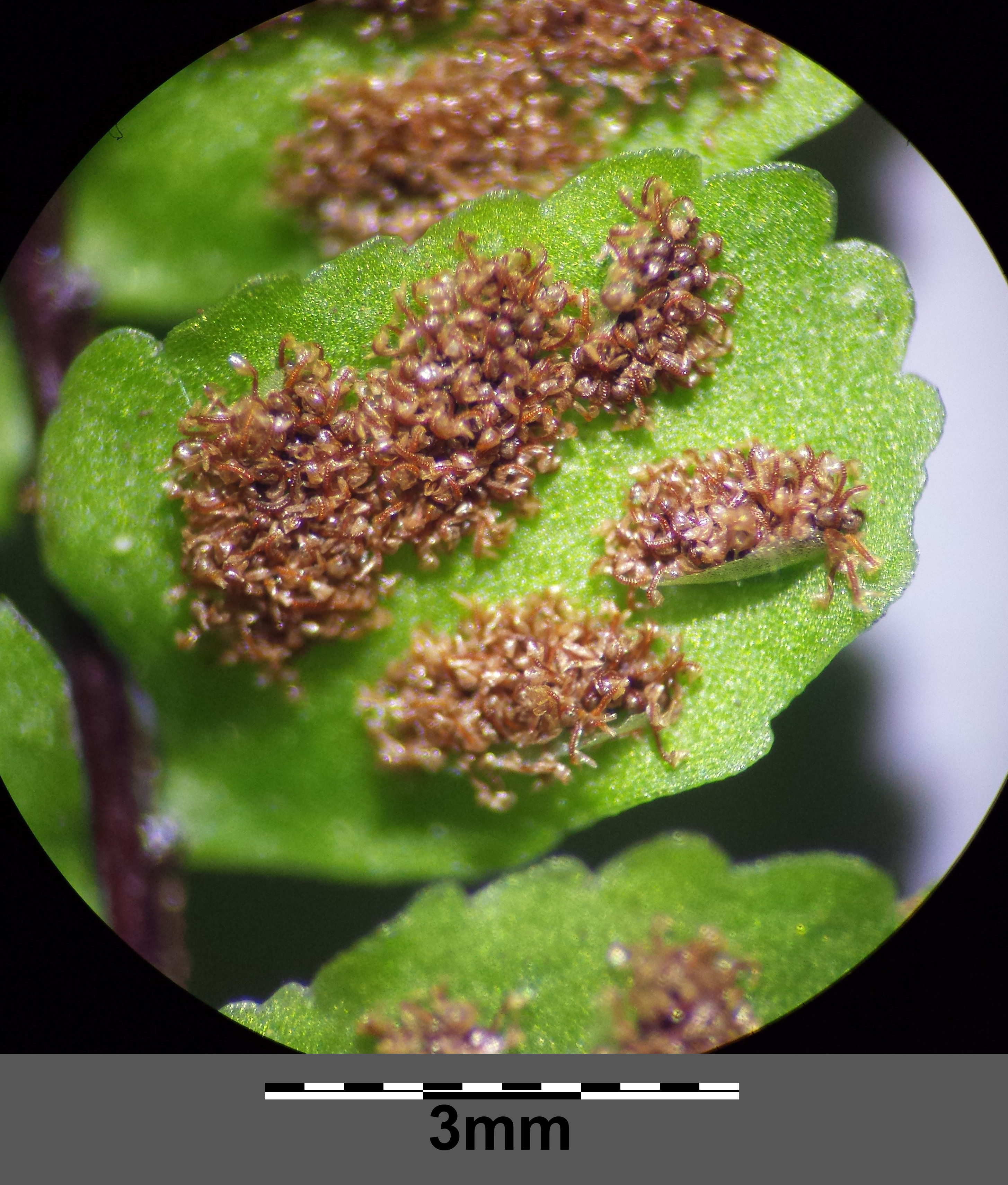
Soros alongados com indúsio

## Relações filogenéticas
Um estudo filogenético de Aspleniaceae mostra que as espécies segregadas nos géneros Camptosorus e Neottopteri estão anichadas no género Asplenium, pelo que devem nele ser incluídas, mas sugere que os grupos Hymenasplenium (incluindo Boniniella) e Phyllitis estão distantes das restantes espécies de Asplenium e devem ser reconhecidas no nível genérico.
O género Diellia, que consiste em 6 espécies endémicas no Hawaii, foi durante muito tempo considerado como um táxon autónomo, mas os resultados de estudos filogenéticos demonstram que está anichado no género Asplenium.
Tendo em conta os resultados dos estudos filogenéticos atrás citados, na sua presente circunscrição taxonómica, a família Aspleniaceae inclui os seguintes géneros:
● 	Asplenium L.1753
● 	Hymenasplenium Hayata 1927
O género Hemidictyum (anteriormente incluído na família Woodsiaceae) é um grupo irmão de Aspleniaceae, e em consequência considerado para inclusão na família, mas foi movido para a sua própria família, a família Hemidictyaceae.
O seguinte diagrama elaborado para os eupolypods II, baseado nos trabalhos de Lehtonen, 2011, e Rothfels & al., 2012, apresenta a provável relação filogenética entre a família Aspleniaceae e as outras famílias do clade eupolypods II:
|  | Diplaziopsidaceae                                               |
|  |                                                                 |
|  | \| \| Aspleniaceae \| \| \| \| \| \| Hemidictyaceae \| \| \| \| |
|  |                                                                 |
|  | Aspleniaceae                                                    |
|  |                                                                 |
|  | Hemidictyaceae                                                  |
|  |                                                                 |

|  | Aspleniaceae   |
|  |                |
|  | Hemidictyaceae |
|  |                |

|  | Diplaziopsidaceae                                               |
|  |                                                                 |
|  | \| \| Aspleniaceae \| \| \| \| \| \| Hemidictyaceae \| \| \| \| |
|  |                                                                 |
|  | Aspleniaceae                                                    |
|  |                                                                 |
|  | Hemidictyaceae                                                  |
|  |                                                                 |

|  | Aspleniaceae   |
|  |                |
|  | Hemidictyaceae |
|  |                |

|  | \| \| Onocleaceae \| \| \| \| \| \| Blechnaceae \| \| \| \| |
|  |                                                             |
|  | Athyriaceae                                                 |
|  |                                                             |
|  | Onocleaceae                                                 |
|  |                                                             |
|  | Blechnaceae                                                 |
|  |                                                             |

|  | Onocleaceae |
|  |             |
|  | Blechnaceae |
|  |             |

|  | \| \| Onocleaceae \| \| \| \| \| \| Blechnaceae \| \| \| \| |
|  |                                                             |
|  | Athyriaceae                                                 |
|  |                                                             |
|  | Onocleaceae                                                 |
|  |                                                             |
|  | Blechnaceae                                                 |
|  |                                                             |

|  | Onocleaceae |
|  |             |
|  | Blechnaceae |
|  |             |

|  | \| \| Onocleaceae \| \| \| \| \| \| Blechnaceae \| \| \| \| |
|  |                                                             |
|  | Athyriaceae                                                 |
|  |                                                             |
|  | Onocleaceae                                                 |
|  |                                                             |
|  | Blechnaceae                                                 |
|  |                                                             |

|  | Onocleaceae |
|  |             |
|  | Blechnaceae |
|  |             |

|  | \| \| Onocleaceae \| \| \| \| \| \| Blechnaceae \| \| \| \| |
|  |                                                             |
|  | Athyriaceae                                                 |
|  |                                                             |
|  | Onocleaceae                                                 |
|  |                                                             |
|  | Blechnaceae                                                 |
|  |                                                             |

|  | Onocleaceae |
|  |             |
|  | Blechnaceae |
|  |             |

|  | Diplaziopsidaceae                                               |
|  |                                                                 |
|  | \| \| Aspleniaceae \| \| \| \| \| \| Hemidictyaceae \| \| \| \| |
|  |                                                                 |
|  | Aspleniaceae                                                    |
|  |                                                                 |
|  | Hemidictyaceae                                                  |
|  |                                                                 |

|  | Aspleniaceae   |
|  |                |
|  | Hemidictyaceae |
|  |                |

|  | Diplaziopsidaceae                                               |
|  |                                                                 |
|  | \| \| Aspleniaceae \| \| \| \| \| \| Hemidictyaceae \| \| \| \| |
|  |                                                                 |
|  | Aspleniaceae                                                    |
|  |                                                                 |
|  | Hemidictyaceae                                                  |
|  |                                                                 |

|  | Aspleniaceae   |
|  |                |
|  | Hemidictyaceae |
|  |                |

|  | \| \| Onocleaceae \| \| \| \| \| \| Blechnaceae \| \| \| \| |
|  |                                                             |
|  | Athyriaceae                                                 |
|  |                                                             |
|  | Onocleaceae                                                 |
|  |                                                             |
|  | Blechnaceae                                                 |
|  |                                                             |

|  | Onocleaceae |
|  |             |
|  | Blechnaceae |
|  |             |

|  | \| \| Onocleaceae \| \| \| \| \| \| Blechnaceae \| \| \| \| |
|  |                                                             |
|  | Athyriaceae                                                 |
|  |                                                             |
|  | Onocleaceae                                                 |
|  |                                                             |
|  | Blechnaceae                                                 |
|  |                                                             |

|  | Onocleaceae |
|  |             |
|  | Blechnaceae |
|  |             |

|  | \| \| Onocleaceae \| \| \| \| \| \| Blechnaceae \| \| \| \| |
|  |                                                             |
|  | Athyriaceae                                                 |
|  |                                                             |
|  | Onocleaceae                                                 |
|  |                                                             |
|  | Blechnaceae                                                 |
|  |                                                             |

|  | Onocleaceae |
|  |             |
|  | Blechnaceae |
|  |             |

|  | \| \| Onocleaceae \| \| \| \| \| \| Blechnaceae \| \| \| \| |
|  |                                                             |
|  | Athyriaceae                                                 |
|  |                                                             |
|  | Onocleaceae                                                 |
|  |                                                             |
|  | Blechnaceae                                                 |
|  |                                                             |

|  | Onocleaceae |
|  |             |
|  | Blechnaceae |
|  |             |

|  | Diplaziopsidaceae                                               |
|  |                                                                 |
|  | \| \| Aspleniaceae \| \| \| \| \| \| Hemidictyaceae \| \| \| \| |
|  |                                                                 |
|  | Aspleniaceae                                                    |
|  |                                                                 |
|  | Hemidictyaceae                                                  |
|  |                                                                 |

|  | Aspleniaceae   |
|  |                |
|  | Hemidictyaceae |
|  |                |

|  | Diplaziopsidaceae                                               |
|  |                                                                 |
|  | \| \| Aspleniaceae \| \| \| \| \| \| Hemidictyaceae \| \| \| \| |
|  |                                                                 |
|  | Aspleniaceae                                                    |
|  |                                                                 |
|  | Hemidictyaceae                                                  |
|  |                                                                 |

|  | Aspleniaceae   |
|  |                |
|  | Hemidictyaceae |
|  |                |

|  | \| \| Onocleaceae \| \| \| \| \| \| Blechnaceae \| \| \| \| |
|  |                                                             |
|  | Athyriaceae                                                 |
|  |                                                             |
|  | Onocleaceae                                                 |
|  |                                                             |
|  | Blechnaceae                                                 |
|  |                                                             |

|  | Onocleaceae |
|  |             |
|  | Blechnaceae |
|  |             |

|  | \| \| Onocleaceae \| \| \| \| \| \| Blechnaceae \| \| \| \| |
|  |                                                             |
|  | Athyriaceae                                                 |
|  |                                                             |
|  | Onocleaceae                                                 |
|  |                                                             |
|  | Blechnaceae                                                 |
|  |                                                             |

|  | Onocleaceae |
|  |             |
|  | Blechnaceae |
|  |             |

|  | \| \| Onocleaceae \| \| \| \| \| \| Blechnaceae \| \| \| \| |
|  |                                                             |
|  | Athyriaceae                                                 |
|  |                                                             |
|  | Onocleaceae                                                 |
|  |                                                             |
|  | Blechnaceae                                                 |
|  |                                                             |

|  | Onocleaceae |
|  |             |
|  | Blechnaceae |
|  |             |

|  | \| \| Onocleaceae \| \| \| \| \| \| Blechnaceae \| \| \| \| |
|  |                                                             |
|  | Athyriaceae                                                 |
|  |                                                             |
|  | Onocleaceae                                                 |
|  |                                                             |
|  | Blechnaceae                                                 |
|  |                                                             |

|  | Onocleaceae |
|  |             |
|  | Blechnaceae |
|  |             |

|  | Diplaziopsidaceae                                               |
|  |                                                                 |
|  | \| \| Aspleniaceae \| \| \| \| \| \| Hemidictyaceae \| \| \| \| |
|  |                                                                 |
|  | Aspleniaceae                                                    |
|  |                                                                 |
|  | Hemidictyaceae                                                  |
|  |                                                                 |

|  | Aspleniaceae   |
|  |                |
|  | Hemidictyaceae |
|  |                |

|  | Diplaziopsidaceae                                               |
|  |                                                                 |
|  | \| \| Aspleniaceae \| \| \| \| \| \| Hemidictyaceae \| \| \| \| |
|  |                                                                 |
|  | Aspleniaceae                                                    |
|  |                                                                 |
|  | Hemidictyaceae                                                  |
|  |                                                                 |

|  | Aspleniaceae   |
|  |                |
|  | Hemidictyaceae |
|  |                |

|  | \| \| Onocleaceae \| \| \| \| \| \| Blechnaceae \| \| \| \| |
|  |                                                             |
|  | Athyriaceae                                                 |
|  |                                                             |
|  | Onocleaceae                                                 |
|  |                                                             |
|  | Blechnaceae                                                 |
|  |                                                             |

|  | Onocleaceae |
|  |             |
|  | Blechnaceae |
|  |             |

|  | \| \| Onocleaceae \| \| \| \| \| \| Blechnaceae \| \| \| \| |
|  |                                                             |
|  | Athyriaceae                                                 |
|  |                                                             |
|  | Onocleaceae                                                 |
|  |                                                             |
|  | Blechnaceae                                                 |
|  |                                                             |

|  | Onocleaceae |
|  |             |
|  | Blechnaceae |
|  |             |

|  | \| \| Onocleaceae \| \| \| \| \| \| Blechnaceae \| \| \| \| |
|  |                                                             |
|  | Athyriaceae                                                 |
|  |                                                             |
|  | Onocleaceae                                                 |
|  |                                                             |
|  | Blechnaceae                                                 |
|  |                                                             |

|  | Onocleaceae |
|  |             |
|  | Blechnaceae |
|  |             |

|  | \| \| Onocleaceae \| \| \| \| \| \| Blechnaceae \| \| \| \| |
|  |                                                             |
|  | Athyriaceae                                                 |
|  |                                                             |
|  | Onocleaceae                                                 |
|  |                                                             |
|  | Blechnaceae                                                 |
|  |                                                             |

|  | Onocleaceae |
|  |             |
|  | Blechnaceae |
|  |             |

Na classificação de Christenhusz & Chase (2014), Aspleniaceae é uma das 8 famílias da ordem Polypodiales. Por sua vez, Polypodiales é uma das 7 ordens da subclasse Polypodiidae, sendo esta colocada, em conjunto com outras 3 subclasses, entre as Polypodiophyta (os fetos). A antiga divisão Pteridophyta já não é correntemente considerada válida, por ter sido demonstrado ser parafilética.
Por sua vez Christenhusz & Chase (2014) recomendam a transferência de todos os membros do clade eupolypods I para a família Polypodiaceae e de todos os membros do clade eupolypods II para a família Aspleniaceae, com as famílias prévias a serem consideradas ao nível de subfamília. Aceitando essa reclassificação, o correspondente cladograma para as subfamílias de Aspleniaceae é o seguinte:
|  | Rhachidosoroideae (Rhachidosorus) |
|  | |
|  | \| \| Diplaziopsidoideae (Diplaziopsis, Homalosorus) \| \| \| \| \| \| Asplenioideae (Asplenium, Hemidictyum, Hymenasplenium) \| \| \| \| |
|  | |
|  | Diplaziopsidoideae (Diplaziopsis, Homalosorus)                                                                                            |
|  | |
|  | Asplenioideae (Asplenium, Hemidictyum, Hymenasplenium)                                                                                    |
|  | |

|  | Diplaziopsidoideae (Diplaziopsis, Homalosorus)         |
|  |                                                        |
|  | Asplenioideae (Asplenium, Hemidictyum, Hymenasplenium) |
|  |                                                        |

|  | Woodsioideae (Woodsia) |
|  | |
|  | \| \| Blechnoideae (Blechnum, Onoclea, Stenochlaena, Woodwardia) \| \| \| \| \| \| Athyrioideae (Athyrium, Cornopteris, Deparia, Diplazium) \| \| \| \| |
|  | |
|  | Blechnoideae (Blechnum, Onoclea, Stenochlaena, Woodwardia)                                                                                              |
|  | |
|  | Athyrioideae (Athyrium, Cornopteris, Deparia, Diplazium)                                                                                                |
|  | |

|  | Blechnoideae (Blechnum, Onoclea, Stenochlaena, Woodwardia) |
|  |                                                            |
|  | Athyrioideae (Athyrium, Cornopteris, Deparia, Diplazium)   |
|  |                                                            |

|  | Woodsioideae (Woodsia) |
|  | |
|  | \| \| Blechnoideae (Blechnum, Onoclea, Stenochlaena, Woodwardia) \| \| \| \| \| \| Athyrioideae (Athyrium, Cornopteris, Deparia, Diplazium) \| \| \| \| |
|  | |
|  | Blechnoideae (Blechnum, Onoclea, Stenochlaena, Woodwardia)                                                                                              |
|  | |
|  | Athyrioideae (Athyrium, Cornopteris, Deparia, Diplazium)                                                                                                |
|  | |

|  | Blechnoideae (Blechnum, Onoclea, Stenochlaena, Woodwardia) |
|  |                                                            |
|  | Athyrioideae (Athyrium, Cornopteris, Deparia, Diplazium)   |
|  |                                                            |

|  | Rhachidosoroideae (Rhachidosorus) |
|  | |
|  | \| \| Diplaziopsidoideae (Diplaziopsis, Homalosorus) \| \| \| \| \| \| Asplenioideae (Asplenium, Hemidictyum, Hymenasplenium) \| \| \| \| |
|  | |
|  | Diplaziopsidoideae (Diplaziopsis, Homalosorus)                                                                                            |
|  | |
|  | Asplenioideae (Asplenium, Hemidictyum, Hymenasplenium)                                                                                    |
|  | |

|  | Diplaziopsidoideae (Diplaziopsis, Homalosorus)         |
|  |                                                        |
|  | Asplenioideae (Asplenium, Hemidictyum, Hymenasplenium) |
|  |                                                        |

|  | Woodsioideae (Woodsia) |
|  | |
|  | \| \| Blechnoideae (Blechnum, Onoclea, Stenochlaena, Woodwardia) \| \| \| \| \| \| Athyrioideae (Athyrium, Cornopteris, Deparia, Diplazium) \| \| \| \| |
|  | |
|  | Blechnoideae (Blechnum, Onoclea, Stenochlaena, Woodwardia)                                                                                              |
|  | |
|  | Athyrioideae (Athyrium, Cornopteris, Deparia, Diplazium)                                                                                                |
|  | |

|  | Blechnoideae (Blechnum, Onoclea, Stenochlaena, Woodwardia) |
|  |                                                            |
|  | Athyrioideae (Athyrium, Cornopteris, Deparia, Diplazium)   |
|  |                                                            |

|  | Woodsioideae (Woodsia) |
|  | |
|  | \| \| Blechnoideae (Blechnum, Onoclea, Stenochlaena, Woodwardia) \| \| \| \| \| \| Athyrioideae (Athyrium, Cornopteris, Deparia, Diplazium) \| \| \| \| |
|  | |
|  | Blechnoideae (Blechnum, Onoclea, Stenochlaena, Woodwardia)                                                                                              |
|  | |
|  | Athyrioideae (Athyrium, Cornopteris, Deparia, Diplazium)                                                                                                |
|  | |

|  | Blechnoideae (Blechnum, Onoclea, Stenochlaena, Woodwardia) |
|  |                                                            |
|  | Athyrioideae (Athyrium, Cornopteris, Deparia, Diplazium)   |
|  |                                                            |

|  | Rhachidosoroideae (Rhachidosorus) |
|  | |
|  | \| \| Diplaziopsidoideae (Diplaziopsis, Homalosorus) \| \| \| \| \| \| Asplenioideae (Asplenium, Hemidictyum, Hymenasplenium) \| \| \| \| |
|  | |
|  | Diplaziopsidoideae (Diplaziopsis, Homalosorus)                                                                                            |
|  | |
|  | Asplenioideae (Asplenium, Hemidictyum, Hymenasplenium)                                                                                    |
|  | |

|  | Diplaziopsidoideae (Diplaziopsis, Homalosorus)         |
|  |                                                        |
|  | Asplenioideae (Asplenium, Hemidictyum, Hymenasplenium) |
|  |                                                        |

|  | Woodsioideae (Woodsia) |
|  | |
|  | \| \| Blechnoideae (Blechnum, Onoclea, Stenochlaena, Woodwardia) \| \| \| \| \| \| Athyrioideae (Athyrium, Cornopteris, Deparia, Diplazium) \| \| \| \| |
|  | |
|  | Blechnoideae (Blechnum, Onoclea, Stenochlaena, Woodwardia)                                                                                              |
|  | |
|  | Athyrioideae (Athyrium, Cornopteris, Deparia, Diplazium)                                                                                                |
|  | |

|  | Blechnoideae (Blechnum, Onoclea, Stenochlaena, Woodwardia) |
|  |                                                            |
|  | Athyrioideae (Athyrium, Cornopteris, Deparia, Diplazium)   |
|  |                                                            |

|  | Woodsioideae (Woodsia) |
|  | |
|  | \| \| Blechnoideae (Blechnum, Onoclea, Stenochlaena, Woodwardia) \| \| \| \| \| \| Athyrioideae (Athyrium, Cornopteris, Deparia, Diplazium) \| \| \| \| |
|  | |
|  | Blechnoideae (Blechnum, Onoclea, Stenochlaena, Woodwardia)                                                                                              |
|  | |
|  | Athyrioideae (Athyrium, Cornopteris, Deparia, Diplazium)                                                                                                |
|  | |

|  | Blechnoideae (Blechnum, Onoclea, Stenochlaena, Woodwardia) |
|  |                                                            |
|  | Athyrioideae (Athyrium, Cornopteris, Deparia, Diplazium)   |
|  |                                                            |

|  | Rhachidosoroideae (Rhachidosorus) |
|  | |
|  | \| \| Diplaziopsidoideae (Diplaziopsis, Homalosorus) \| \| \| \| \| \| Asplenioideae (Asplenium, Hemidictyum, Hymenasplenium) \| \| \| \| |
|  | |
|  | Diplaziopsidoideae (Diplaziopsis, Homalosorus)                                                                                            |
|  | |
|  | Asplenioideae (Asplenium, Hemidictyum, Hymenasplenium)                                                                                    |
|  | |

|  | Diplaziopsidoideae (Diplaziopsis, Homalosorus)         |
|  |                                                        |
|  | Asplenioideae (Asplenium, Hemidictyum, Hymenasplenium) |
|  |                                                        |

|  | Woodsioideae (Woodsia) |
|  | |
|  | \| \| Blechnoideae (Blechnum, Onoclea, Stenochlaena, Woodwardia) \| \| \| \| \| \| Athyrioideae (Athyrium, Cornopteris, Deparia, Diplazium) \| \| \| \| |
|  | |
|  | Blechnoideae (Blechnum, Onoclea, Stenochlaena, Woodwardia)                                                                                              |
|  | |
|  | Athyrioideae (Athyrium, Cornopteris, Deparia, Diplazium)                                                                                                |
|  | |

|  | Blechnoideae (Blechnum, Onoclea, Stenochlaena, Woodwardia) |
|  |                                                            |
|  | Athyrioideae (Athyrium, Cornopteris, Deparia, Diplazium)   |
|  |                                                            |

|  | Woodsioideae (Woodsia) |
|  | |
|  | \| \| Blechnoideae (Blechnum, Onoclea, Stenochlaena, Woodwardia) \| \| \| \| \| \| Athyrioideae (Athyrium, Cornopteris, Deparia, Diplazium) \| \| \| \| |
|  | |
|  | Blechnoideae (Blechnum, Onoclea, Stenochlaena, Woodwardia)                                                                                              |
|  | |
|  | Athyrioideae (Athyrium, Cornopteris, Deparia, Diplazium)                                                                                                |
|  | |

|  | Blechnoideae (Blechnum, Onoclea, Stenochlaena, Woodwardia) |
|  |                                                            |
|  | Athyrioideae (Athyrium, Cornopteris, Deparia, Diplazium)   |
|  |                                                            |

### Mudanças na delimitação de gêneros da família
A delimitação de gêneros na família passou por diversas mudanças ao longo do tempo. Holttum (1949) admitiu cinco gêneros e Copeland (1947) reconheceu oito gêneros. Após certo tempo, Pichi Sermolli (1977) reconheceu treze gêneros, Tryon & Tryon (1982) seis gêneros, Kramer & Green (1990) aceitaram apenas um gênero e Moran (1995) aceitou oito gêneros. Com o advento dos estudos no campo da filogenética molecular, Schneider et al. (2004), Smith et al. (2006) e Schuettpelz & Pryer (2008) tiveram dúvidas quanto a estas delimitações, mas reconheceram que existem pelo menos dois clados irmãos em Aspleniaceae: Hymenasplenium Hayata e Asplenium L. Entretanto, os autores não afirmam que estes sejam os únicos gêneros na família. Segundo Schneider et al. (2004), a amostragem do estudo abrangeu uma grande diversidade taxonômica do grupo e amostragens adicionais são necessárias para descobrir a filogenia do grupo.

## Lista de espécies brasileiras
A família apresenta as seguintes espécies brasileiras:
Asplenium abscissum Willd.
Asplenium alatumHumb. & Bonpl. ex Willd.
Asplenium angustumSw.
Asplenium auriculatumSw.

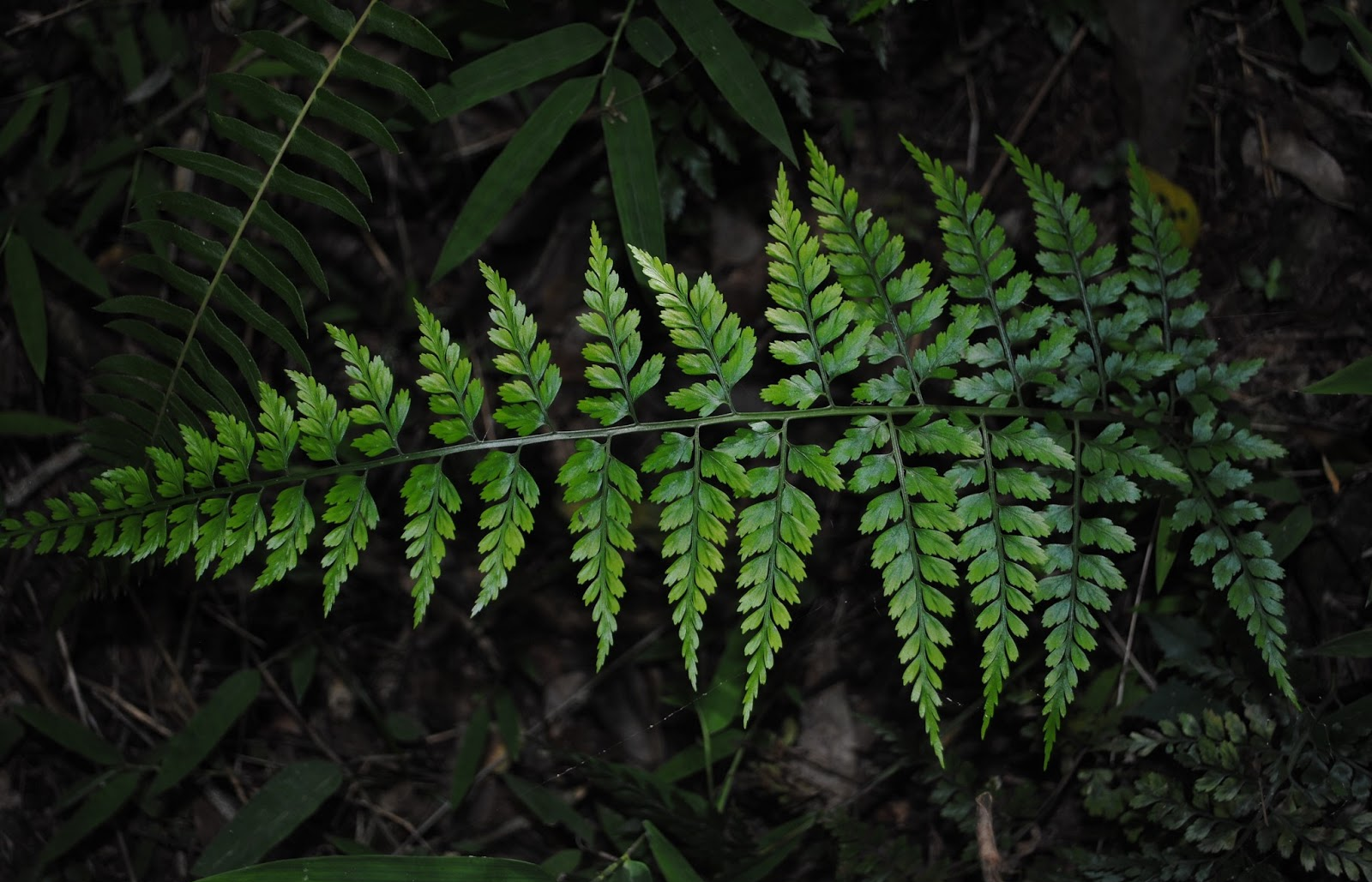
Asplenium divergens

Asplenium austrobrasiliense (Christ) Maxon
Asplenium badiniiSylvestre & P.G.Windisch
Asplenium balansae (Baker) Sylvestre
Asplenium beckeriBrade
Asplenium bradeanumHandro
Asplenium bradeiRosenst.
Asplenium brasilienseSw.
Asplenium campos-portoiBrade
Asplenium cariocanumBrade
Asplenium castaneumSchltdl. & Cham
Asplenium cirrhatumRich. ex Willd.
Asplenium clausseniiHieron.
Asplenium cristatum Lam.
Asplenium cruegeriHieron.
Asplenium cuneatumLam.
Asplenium depauperatumFée
Asplenium dimidiatumSw.
Asplenium dissectumSw.
Asplenium douglasiiHook. & Grev.
Asplenium escaleroenseChrist
Asplenium feeiKunze ex Fée
Asplenium flabellulatumKunze
Asplenium formosumWilld.

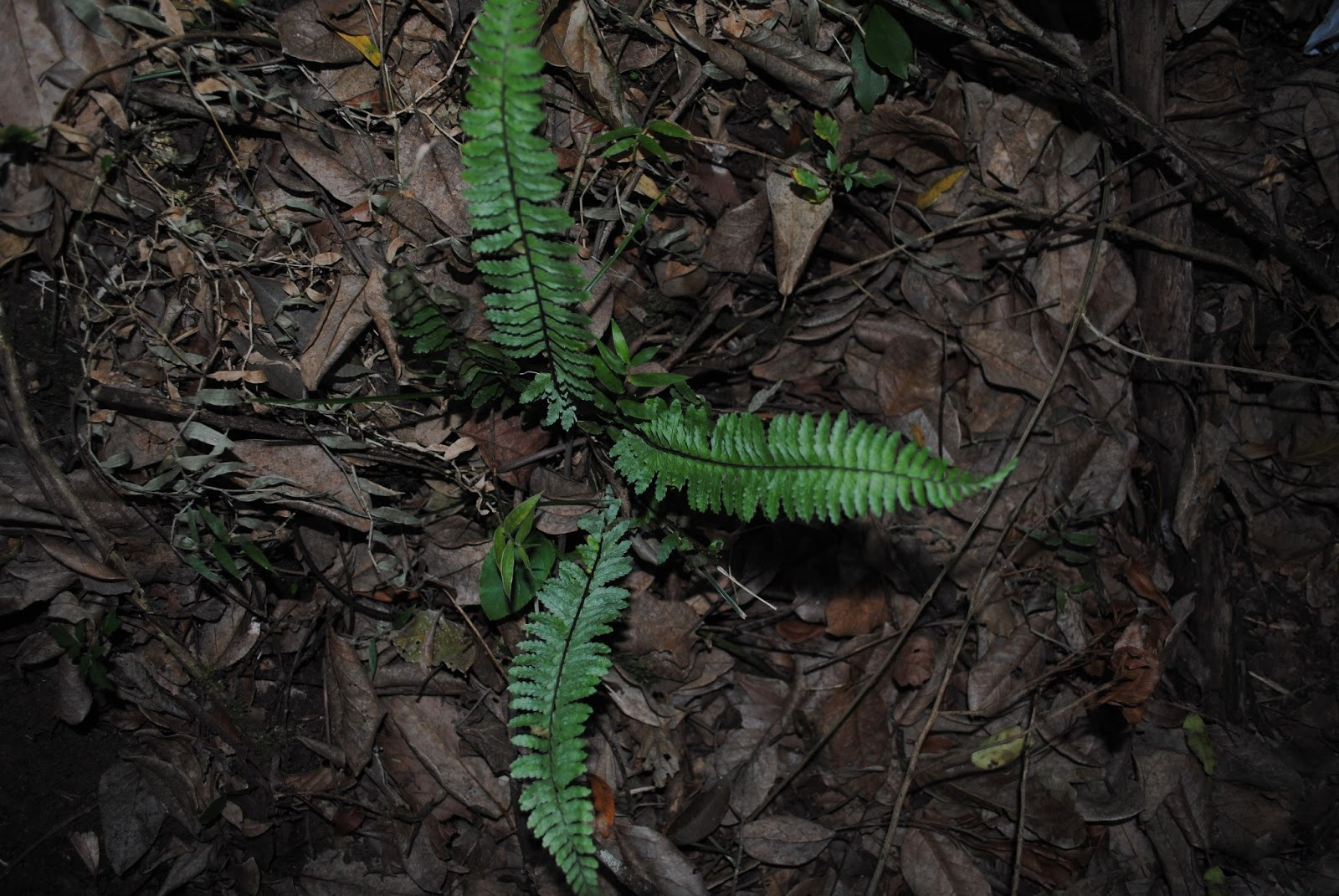
Asplenium sellowianum

Asplenium geraense(C.Chr.) Sylvestre
Asplenium halliiHook.
Asplenium harpeodesKunze
Asplenium hostmanniiHieron.
Asplenium inaequilaterale Willd.
Asplenium incurvatum Fée
Asplenium jucundum Fée
Asplenium juglandifolium Lam.
Asplenium kunzeanum Klotzsch ex Rosenst.
Asplenium lacinulatum Schrad.
Asplenium martianum C.Chr.
Asplenium monanthes L.
Asplenium mourai Hieron.
Asplenium mucronatum C.Presl
Asplenium muellerianum Rosenst.
Asplenium oligophyllum Kaulf.
Asplenium otites Link
Asplenium pearcei Baker
Asplenium pedicularifolium A.St.-Hil.
Asplenium poloense Rosenst.
Asplenium praemorsum Sw.
Asplenium pseudonitidum Raddi
Asplenium pteropus Kaulf.
Asplenium pulchellum Raddi
Asplenium pumilum Sw.
Asplenium raddianum Gaudich.
Asplenium radicans L.
Asplenium regulare Sw.
Asplenium resiliens Kunze
Asplenium rutaceum (Willd.) Mett.
Asplenium salicifolium L.
Asplenium scandicinum Kaulf.
Asplenium schwackei Christ
Asplenium sellowianum (Hieron.) Hieron.
Asplenium serra Langsd. & Fisch.
Asplenium serratum L.
Asplenium squamosum L.
Asplenium stuebelianum Hieron.
Asplenium theciferum (Kunth) Mett.
Asplenium trindadense (Brade) Sylvestre
Asplenium truncorum F.B.Matos et al.
Asplenium uniseriale Raddi
Asplenium wacketii Rosenst.
Asplenium zamiifolium Willd.

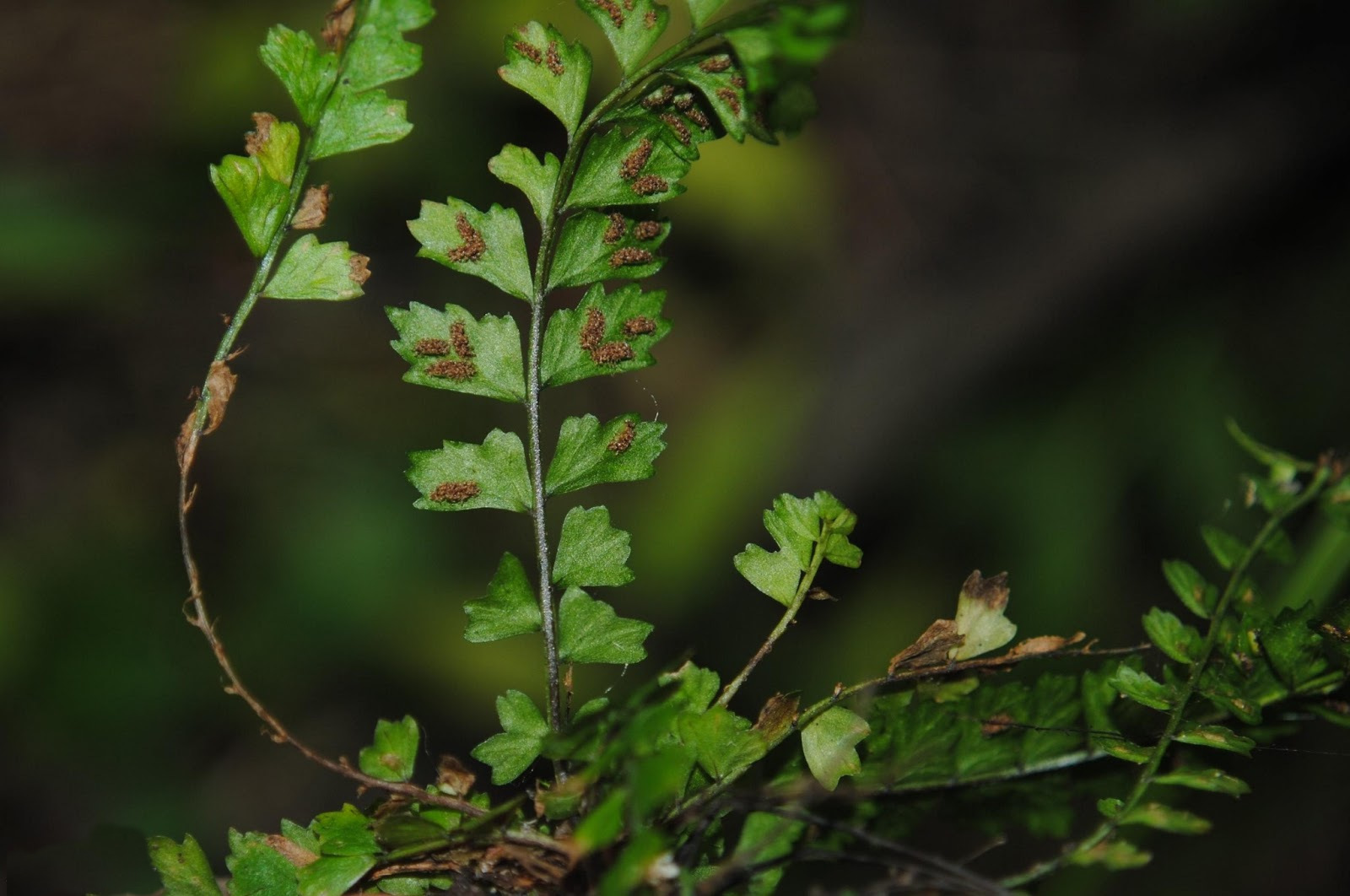
Asplenium ulbrichtii

Hymenasplenium delitescens  (Maxon) L. Regalado & Prada
Hymenasplenium laetum (Sw.) L. Regalado & Prada
Hymenasplenium ortegae (N. Murak. & R.C. Moran) L. Regalado & Prada
Hymenasplenium triquetrum (N. Murak. & R.C. Moran) L. Regalado & Prada

## Domínios e estados de ocorrência no Brasil
Os membros da família Aspleniaceae ocorrem nos domínios da Amazônia, Caatinga, Cerrado e Mata Atlântica e ocorrem nos seguintes estados brasileiros: Acre, Amazonas, Amapá, Pará, Rondônia, Roraima, Alagoas, Bahia, Ceará, Maranhão, Paraíba, Pernambuco, Piauí, Sergipe, Distrito Federal, Goiás, Mato Grosso do Sul, Mato Grosso, Espírito Santo, Minas Gerais, Rio de Janeiro, São Paulo, Paraná, Rio Grande do Sul e Santa Catarina.
Ou seja, ocorrem em praticamente todos os estados políticos brasileiros com exceção de Tocantins e Rio Grande do Norte.